# 鹿目尚志
鹿目尚志（かのめ たかし、1927年 - 2017年9月2日）は、日本のアーティスト、デザイナー。北海道生まれ。

## 略歴
- 1927年 北海道生まれ
- 1950年 東京美術学校（現・東京芸術大学） 油絵科卒
- 愛知県立芸術大学非常勤講師
- 公益社団法人日本パッケージデザイン協会（JPDA）会員
- 公益社団法人日本グラフィックデザイナー協会（JAGDA）会員
- 社団法人総合デザイナー協会（DAS）会員
- 2017年9月2日 急性呼吸器不全のため、神奈川県川崎市の病院で死去[1]

## 代表作
- 資生堂「スーパーマイルド（1988）」、「肌水」、福寿園京都本店ブランディング計画、ミツカン飲料酢シリーズブランド計画、ニッカブランデー V.S.O.P.、井村屋あずきバー

## 主な作品展
- 1981年　「4BOX-ER展」 （銀座和光）
- 1982年 PAPER NOW IN JAPAN 展 （東京AXISギャラリー）
- 1983年 光のアート展 招待出品 （大丸ミュージアム）
- 1984年 朝日クラフト展 招待出品
- 1984年 「4BOX-ER展」 （銀座和光）
- 1984年 光のアート展 招待出品 （大丸ミュージアム・池袋西武）
- 1985年 光のアート展 招待出品 （大丸ミュージアム・池袋西武）
- 1987年 鹿目尚志ガラス展 （銀座松屋）
- 1988年 「内田繁・鹿目尚志・喜多俊之・葉祥栄」和紙造形展（東京AXISギャラリー）
- 1988年 「4BOX-ER」展 （銀座和光）
- 1988年 鹿目尚志パーソナルプロダクツデザイン展（有楽町西武）
- 1988年 バード・アニマルインスタレーション（渋谷西武A館・B館）
- 1990年 フィンランド レトレッティー美術館ジャパンアート展 招待出品（現地製作）
- 1992年 朝日現代クラフト展 招待出品
- 1992年 銀座 GGGギャラリー 鹿目尚志個展
- 1993年 「4BOX-ER」展 （銀座和光）
- 1993年 光のアート展 高崎市美術館
- 1993年 PAC・ART展ギャラリークローナン（スウェーデン）
- 1994年 「北海道・今日の美術展」 北海道立近代美術館
- 1994年 「JAPANESE DESIGN」 フィラデルフィア美術館
- 1994年 「ハートで描く心のメッセージ展」 NHK
- 1995年 フランス ジタンのたばこ　世界選抜20人デザインコンペ参加
- 1995年 鹿目尚志個展 TDSデザインマラソン展（AXISギャラリー）
- 1998年 「4BOX-ER」展 （銀座和光）
- 2002年 西武百貨店池袋店正面モニュメント製作[2]
- 2010年 鹿目尚志Mold展 ギャラリーTOM
- 2010年 Zakka展 ジェムアート
- 2011年 Zakka展2 PROMO-ARTE GALLERY

## 主な受賞
- 1973年（社）日本パッケージデザイン協会 菓子部門賞
- 1976年（社）日本パッケージデザイン協会 会員賞
- 1977年 ニューヨークADC「日本のグラフィックデザイン展」 銀賞
- 1981年 北海道立近代美術館「遊びの木箱展」 朝日新聞社賞
- 1985年 年鑑日本のパッケージデザイン 奨励賞
- 1987年 北海道立旭川美術館「遊びの木箱展」 優秀賞
- 1989年 年鑑日本のパッケージデザイン 特賞
- 1989年 ジャパンパッケージングコンペティション 通商産業大臣賞
- 1990年 年鑑日本のパッケージデザイン 奨励賞
- 1992年 東京ADC賞
- 1992年 日本パッケージデザイン大賞展 金賞・銀賞
- 1993年 第３回紙アカデミー賞
- 1995年 （社）日本パッケージデザイン協会 パーソンオブザイヤー賞
- 1999年 日本パッケージデザイン大賞展 銀賞
- 2001年 日本パッケージデザイン大賞展 特別賞
- 2005年 日本パッケージデザイン大賞展 松永真理賞
- 2009年 日本パッケージデザイン大賞展 金賞
- 2009年 ジャパンパッケージングコンペティション 経済産業省商務情報政策局長賞
- 2009年 Pentawards Worldwide Packaging Design Competition　SILVER AWARD
- 2012年 （社）日本パッケージデザイン協会 パッケージデザイン功績賞
- 2014年 第３回全広連日本宣伝賞 山名賞

## 書籍
- 4人の箱（六耀社刊）1982年
- 鹿目尚志作品集「カ」出版（六耀社刊）1998年
- こどものとも まけてたまるか ヨモトラと7ひきのコブタたち（福音館書店）1995年
- Kanome Takashi Mold 2010年
- こどものとも ポッキーとトム（福音館書店）2016年